# Pierre Bersuire
Pierre Bersuire, francoski frančiškan/benediktinec, prevajalec, enciklopedist in pisatelj, * 1290, Saint-Pierre-du-Chemin, † 1362.
Sprva je vstopil v frančiškanski red, nato pa je prestopil med benediktince. Med letoma 1320 in 1332 je deloval v Avignonu, v času avignonskega papeštva. Pozneje se je vrnil v Pariz, kjer je vstopil v Univerzo v Parizu.
Njegovo najpomembnejšo delo je Repertorium morale.